# Copa de Puerto Rico
La Copa de Puerto Rico fou una competició de Puerto Rico de futbol.

## Historial
| Temporada | Campió           | Resultat | Finalista         | Seu                  |
| --------- | ---------------- | -------- | ----------------- | -------------------- |
| 2000      | Tampa Bay Mutiny | lliga    | Costa Rica U-23   | Estadi Sixto Escobar |
| 2006      | Fraigcomar       | 2–1      | Academia Quintana |                      |